# Earl Miner
Pour les articles homonymes, voir Miner.
Earl Roy Miner (21 février 1927 - 17 avril 2004), professeur à l'université de Princeton, est un spécialiste de littérature japonaise et particulièrement de poésie japonaise. Il travaille également dans le domaine de la littérature anglaise classique (sa notice nécrologique du New York Times indique qu'une édition critique du Paradis perdu de John Milton est sur le point d'être publiée quand il meurt). Il obtient sa licence d'études japonaises, sa maîtrise et son doctorat d'anglais à l'université du Minnesota. Avec son Ph.D, il rejoint la faculté d'anglais du Williams College (1953 à 1955) puis l'UCLA (1955 à 1972) et enfin Princeton en 1972.
Miner est président de la « Milton Society of America », la société américaine pour les études du XVIIIe siècle et de l'« Association internationale de littérature comparée ». Il est récipiendaire en 1993 du prix Behrman de Princeton pour réalisations exceptionnelles dans les sciences humaines. En 1994, le gouvernement japonais lui confère l'ordre du Soleil levant, rayons d'or et ruban en sautoir, qui représente le troisième plus élevée des huit classes associées à cette distinction.  
Miner meurt chez lui à Hightstown, New Jersey, d'une longue maladie le 17 avril 2004.

## Sélection de titres
Dans un aperçu statistique provenant de textes écrits par et sur Earl Roy Miner, OCLC/WorldCat recense plus de cent ouvrages dans plus de 300 publications en 8 langues et plus de 20 000 exemplaires en fonds de bibliothèque.
- Japanese Court Poetry, Earl Miner, Robert H. Brower. 1961, Stanford University Press, LCCN 61-10925
- Fujiwara no Teika's Superior Poems of Our Time, trans. Robert H. Brower, Earl Miner. 1967, Stanford University Press, L.C. 67-17300,  (ISBN 0-8047-0171-7)
- Dryden's Poetry, by Earl Miner. 1967, Indiana University Press
- An Introduction to Japanese Court Poetry, by Earl Miner. 1968, Stanford University Press, LCCN 68-17138
- The Cavalier mode from Jonson to Cotton, by Earl Miner. 1971, Princeton University Press,  (ISBN 0-691-06209-9)
- Literary Uses of Typology from the Late Middle Ages to the Present, ed. Earl Miner. 1977 Princeton University Press,  (ISBN 978-0-691-06327-0)
- Japanese Linked Poetry, by Earl Miner. 1979, Princeton University Press,  (ISBN 0-691-06372-9)
- The Monkey’s Straw Raincoat and Other Poetry of the Basho School, trans. Earl Miner and Hiroko Odagiri. 1981, Princeton University Press,  (ISBN 978-0-691-06460-4)
- Comparative Poetics: An Intercultural Essay on Theories of Literature, Earl Miner. 1990 Princeton University Press,  (ISBN 978-0-691-01490-6)
- Naming Properties: Nominal Reference in Travel Writings by Basho and Sora, Johnson and Boswell, by Earl Miner. 1996, University of Michigan Press,  (ISBN 0-472-10699-6)
- Paradise Lost, 1668-1968: Three Centuries of Commentary, ed. by: Earl Roy Miner, William Moeck, Steven Jablonski. 2004, Bucknell University Press,  (ISBN 0-8387-5577-1)
- Japanese Poetic Diaries, Earl Miner. 2004 University of California Press,  (ISBN 0-520-03047-8)

## Honneurs
- Ordre du Soleil levant, rayons d'or et ruban en sautoir, 1994[3].
- Prix Howard T. Behrmann, 1993[3].
- Prix Koizumi Yakomo, 1991[3].
- Prix Yamagato Banto, 1988[3].
- Guggenheim Fellowhip, 1977-1978[3].
- ACLS Fellowship, 1963[3].
- Fullbright Lectureships, 1960–1961, 1966–1967, 1985[3].

## Source de la traduction
- (en) Cet article est partiellement ou en totalité issu de l’article de Wikipédia en anglais intitulé « Earl Miner » (voir la liste des auteurs).